# Вейтчия
Вейтчия, или Вейчия, или Вичия (лат. Veitchia) — род пальм из тихоокеанского региона, некоторые виды культивируются в качестве декоративных растений по всему свету.

## Ботаническое описание
Пальмы с одним тонким стволом, высотой от 6 до 30 метров. Листья зелёного цвета, перистые с многочисленными листочками на коротких черешках. 
Соцветие размещается под кроной из листьев.  
Плоды созревают в зимний период, в связи с чем некоторые виды называют «рождественскими пальмами».
|                                              |  |
| Плоды Veitchia spiralis на дереве и на земле |  |

## Распространение
Ареал находится в Океании, простирается на Филиппины, Новую Каледонию, Фиджи, Палаван, Вануату. В естественных условиях растения произрастают в тропических дождевых лесах.  

## Значение и применение
Некоторые виды культивируются как декоративно-лиственные комнатные, либо оранжерейные растения.  
Отдельные виды могут выдерживать кратковременные морозы до -2°C, однако эти растения не пригодны для выращивания в открытом грунте в странах с умеренным климатом.

## Таксономия
Список видов:
- Veitchia arecina Becc. [syn.  Veitchia montgomeryana H.E.Moore — Вейтчия Mонтгомери]
- Veitchia filifera (H.Wendl.) H.E.Moore
- Veitchia joannis H.Wendl. typus[1] — Вейтчия Джоанниса
- Veitchia metiti Becc.
- Veitchia simulans H.E.Moore
- Veitchia spiralis H.Wendl.
- Veitchia vitiensis (H.Wendl.) H.E.Moore
- Veitchia winin H.E.Moore